# سیارک ۲۰۱۵۱
سیارک ۲۰۱۵۱ (به انگلیسی: 20151 Utsunomiya، نامگذاری:1996TO6) بیست هزار و صد و پنجاه و یکمین سیارک کشف شده‌است که در ۵ اکتبر ۱۹۹۶ کشف شد.
قدر مطلق سیارک برابر ۹٫۳ است.